# Zuclo
Zuclo – miejscowość i gmina we Włoszech, w regionie Trydent-Górna Adyga, w prowincji Trydent.
Według danych na rok 2004 gminę zamieszkiwało 350 osób, 35 os./km².
1 stycznia 2016 gmina przestała istnieć.